# Edmund Valladares
Edmund Valladares (16 de agosto de 1932, Lanús, provincia de Buenos Aires) es un artista plástico y director de cine argentino.

## Primeros años
Vivió sus primeros años en la provincia de Córdoba y fue llevado por su familia de regreso a su provincia natal a los 6 años.
En 1948 comenzó sus estudios en la Escuela Nacional de Bellas Artes Prilidiano Pueyrredón, donde tuvo, entre otros maestros, a Antonio Berni, Alfredo Bigatti, Héctor Cartier y Félix de Amador.
En 1951	ingresa al taller del maestro Ferrari en Pintura, en la Escuela Superior de Bellas Artes de la Nación Ernesto de la Cárcova.

## Escritor
Valladares escribió varios libros, entre los cuales pueden citarse La Esterilidad, Fronteras, El Sol en Botellitas y El Vito.

## Artista plástico

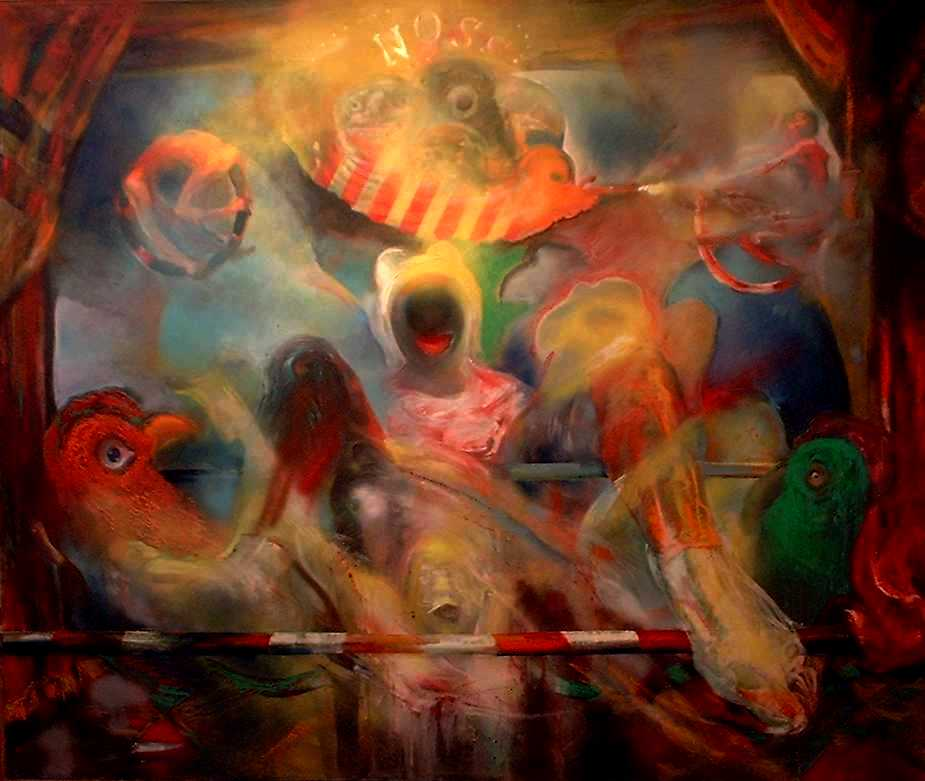
NOS Serie PÁJAROS AMERICANOS - Edmund Valladares

Las primeras exposiciones de sus obras fueron en 1952 en Washington, México DF y Caracas; ese mismo año estudió en la Escuela de Integración Lumiêre, en Francia, becado por el gobierno venezolano, y trabajó como asistente de encuadre con Luis Buñuel. En México fue galardonado con el  "Premio Único a Extranjero en el Museo de Arte".
En el año 1974 participó en la Citè d'art de París con su serie Paisajes escenográficos y representó a su país en la muestra Latinoamericana para la Paz. 
En 1977 expuso obras de su serie Las Cajas en la muestra colectiva de cajas del Museo de Arte Moderno de París y en 1979 hizo lo propio con su obra Los Mutilados en la Galería Colosseo de Roma, Italia. En 1980 realizó una muestra itinerante de Artistas Plásticos y Tango en el Uruguay y al año siguiente expuso la serie Las Vidrieras en el Museo de la Casa Brasileira de Sao Paulo, Brasil.
Como escultor se destacan entre sus obras las siguientes:
En 1991 hizo una muestra en la Global Gallery de Nueva Orleans, Los Ángeles, Washington y Nueva York, Estados Unidos y en 1994 expuso en Barcelona e Ibiza, España, la serie Rincones. Dos años después mostró sus obras en el Museo Seonan de Seúl, Corea del Sur y en 1998 expuso la serie Rincones en el Casino Casablanca de Benidorm, España
Cortázar en su Casa Natal: Monumento en bronce emplazado en Bélgica de 1,20 metros de alto.
Torito en el Rincón de Cortázar: Obra en bronce de 5 toneladas de peso realizada en el marco del homenaje a Julio Cortázar, auspiciado por la UNESCO, que está emplazada frente al Museo de Bellas Artes de Buenos Aires.

## Su vinculación con el cine
En 1966 realizó el cortometraje Discepolín que, sobre la estructura de sus tangos Cambalache y Tormenta utiliza imágenes de pinturas pertenecientes a Valladares y fotografías armadas como una suerte de collage. El filme fue exhibido en la 5.ª Bienal de París, Francia, donde concurrió como invitado en representación de Argentina. Por esta película obtuvo diversos premios en el país  
Su primer largometraje fue Nosotros, los monos, que se estrenó el 28 de octubre de 1971 y tuvo como intérpretes al actor Lautaro Murúa acompañado por boxeadores y actores no profesionales. El filme toma la vida del boxeador pampeano Mario Paladino, que falleció en el ring, para mostrar el mundo del boxeo como salida laboral para los hombres del interior del país y realizar un enérgico alegato sobre la degradación humana y contra la violencia. El filme fue enviado al Festival Internacional de Cine de Berlín por el Instituto Nacional de Cinematografía, concurrió como invitado especial al IX Festival Internacional de Cine de Panamá, fue exhibido y premiado en la XVII Semana Internacional del Cine de Valladolid, España, participó como invitado especial por la crítica en el Festival Internacional de Cine de Cartagena de Indias, Colombia y fue invitado a la muestra de Karlovy Vari, a las primeras jornadas de cine cultural de cronistas cinematográficos y a las Primeras Jornadas Argentinas de Psiquiatría y Cine.  
Agustín Mahieu dijo de este filme en La Opinión:

”Minucioso documento sobre una de las formas de degradación humana…impresiona por su fuerza demostrativa. Y en su notable montaje –donde desmonta en forma alucinante el engranaje de la lucha- halla sus mejores momentos.”

Por su parte, Manrupe y Portela escriben que la película es:

”Un testimonio de la degradación humana, realizada con fuerza dramática.”

En 1973 realizó Las siervas, un filme que no fue estrenado comercialmente, referido a la investigación realizada sobre todo el país, sobre la migración de la mujer del interior a las grandes urbes, que tenía casi como único destino vivir del servicio doméstico o la prostitución.
En 1985 produjo El sol en botellitas protagonizada por Edgardo Suárez,  Ana María Picchio, Cipe Lincovsky y Nathán Pinzón, que no fue estrenada comercialmente. Se refiere a una pareja adolescente que transcurre su vida en la seguridad de que la manera de prosperar es trabajar en el ferrocarril. El filme fue invitado por el Festival de Cine de Londres.
Valladares dijo del filme:

Es un título simbólico de una realidad que podemos ver: la migración que sufren los jóvenes del interior… es una historia de amor, llena de ternura… a partir del cierre de los ferrocarriles.

En el 2002 estrenó su filme I love you... Torito que recrea la vida privada y la carrera profesional del boxeador Justo Suárez, apodado "el torito de Mataderos”, así como la época en la que transcurrió. Fue declarado de interés especial por la Secretaría de cultura del Gobierno de la ciudad de Buenos Aires y fue invitado por el jurado de UNICIPAR para la selección del festival de Alemania y por el Festival de Sevilla, España.
Adolfo C. Martínez opinó sobre el filme en La Nación :

”La idea de esta producción, según Valladares, nació y creció a partir de una escultura de bronce de cinco toneladas realizada por él, inspirada en un cuento de Julio Cortázar e instalada frente al Museo de Bellas Artes…esta nueva producción se va entretejiendo a través de escenas de ficción, noticieros y fotografías de la época y recuerdos entrañables acerca de ese muchacho soñador que, nacido en Mataderos, tuvo su momento de esplendor boxístico, conoció el aplauso y la gloria y murió, solo y olvidado, en un hospital público…. el relato entreteje el devenir del Torito de Mataderos con la dramática historia social y política de la Argentina, a partir de la década del treinta, y de la mano de los triunfos y de los fracasos de Justo Suárez, desarrolla un amplio pantallazo de un país enredado entre el fraude, los golpes militares, la inmigración, la pobreza y las riquezas acumuladas por unos pocos en contra de la simpleza del trabajo cotidiano….Valladares…añadió al paralelismo entre la existencia de Justo Suárez y las ciclotímicas circunstancias de nuestra realidad escenas de sainetes de la época, que intentan apuntalar lo que la pantalla resalta con indudable fuerza. Estos fragmentos sainetescos son, posiblemente, los medios más apropiados para que el film pierda algo de su enorme vigor y de su gran originalidad. Pero Valladares es, fundamentalmente, un hombre que hace de las figuras y de los colores el ideario de sus puestas en escena. Y así, con una cámara inquieta, con un nervioso montaje, con una apropiada música y con una inteligente visión de luces y encuadres, hace de "I love you... Torito", un film distinto, atípico en cuanto a su realización y subyugante en su propósito de encaminar un relato del que subyase (sic) la nostalgia por una Argentina perdida en el humo del tiempo y recrea la problematizada vida de aquel Torito de Mataderos que, como muchos de los mitos populares, murió pobre y alejado de las luces y de los aplausos.

Si bien el elenco muestra algunos altibajos, ellos son compensados con todos los rubros técnicos más el exacto texto narrado por Víctor Laplace, y con este entramado imaginativo, Valladares, maestro de la pintura, retorna con vigor a su trayectoria de cineasta.” 

Marcela Gamberini comentó en El Amante del Cine:

”El problema…es que no logra establecer un eje desde el cual contar la historia del boxeador y se pierde -junto con los espectadores- en un maremágnum de imágenes y discursos diversos. Película histórica, biografía, investigación, documental, musical, todos estos géneros conviven en  el film desorganizadamente sin encontrar un eje narrativo ni estético”.

Otra de sus obras fue el cortometraje filmado en colores Homero Manzi, de 10 minutos de duración, que fue invitado a ser exhibido por el Festival Internacional de Cine de San Sebastián en España, donde además obtuvo el Primer Premio Color Nacional de Cinematografía de la Argentina y el Primer Premio en Pintura de la Muestra Internacional de Cortometraje de Bilbao.

## Actividad en instituciones
En 1961 fundó el Instituto de Integración Audiovisual que tuvo entre sus integrantes a Lucio Demare, Miguel Ángel Elizondo, el arquitecto Rafael Ortiz y Astor Piazzolla. 
Fue designado asesor artístico en la Universidad Nacional del Litoral en 1964 y asesor de la Universidad del Estado de São Pablo, Brasil, en 1991. 
En 1993 fue nombrado Profesor en la Facultad de Arquitectura, Sonido e Imagen, cátedra de Creación Cinematográfica.

## Premios y reconocimientos
- 2025 - Reconocimiento “Leonardo Da Vinci” del ”Concell Internacional de les Arts C.I.A.” por parte de la UNESCO e UNOTA a Edmund Valladares por su trayectoria
- 2016 - La legislatura de la ciudad de Buenos Aires declara ciudadano ilustre a Edmund Valladares
- PREMIO 2015 - La ASOCIACIÓN ARGENTINA de GALERÍAS de ARTE entrega el premio AAGA 2015 por su trayectoria a EDMUND VALLADARES
- Canal SENADO TV realiza documental sobre EDMUND VALLADA

- RES, selección "Mención de Honor" 2015
- PREMIO "ACATREF"2015..OTORGADO AL ARTISTA EDMUND VALLADARES.16/10/2015 "ARTES VUSUALES." CULTURA 3 DE FEBRERO.

- Mención de Honor "Senador Domingo Faustino Sarmiento". Honorable Senado de la Nación Argentina. 2014
- Premio Reconocimiento a Edmund Valladares en el ciclo Mataderos por su profundo film I love you... Torito 124 aniversarios del Barrio de Mataderos. 2014
- Premio Salón BUENOS AIRES a la trayectoria de Edmund Valladares. Centro Cultural Cándido López, Palacio Paz. Buenos Aires Argentina. 2014
- Premio agradecimiento del Centro Cultural Ernesto Sábato , al monumento realizado por Edmund Valladares. 2013
- Premio Lenoardo Favio a Edmund Valladares por su trayectoria artística en el continente latinoamericano. 2012
- Nombrado presidente honorario del REC3 (Festival audiovisual de las facultades populares audiovisuales de la Argentina) por la universidad de Bellas Artes y el Teatro Nacional Argentino de la Plata. 2012
- Invitado especial Expo Imagen (Con su obra "La Platea Progre"). 2011
- Condecoración Generalíssimo Simón Bolívar concedida por la Academia Brasileira de Cultura, Arte e Historia. 2010
- Premio Festival Pantalla Pinamar 2010 por su trayectoria cinematográfica. 2010
- Es invitado a la Bienal Kafka Borges Museo de Tigre, Argentina. 2010
- Reconocimiento por la Obra y Trayectoria del artista por el Honorable Senado de la Nación Argentina. 2010
- Diploma de Honor otorgado por el Honorable Senado de la Nación Argentina. 2009
- Es nombrado Invitado de Honor por la Asociación Arcano XXI. 2009
- Premio otorgado por SAPI, Sociedad Argentina de Pintores Independientes. 2008
- Nombrado Ciudadano Ilustre por la municipalidad de 3 de Febrero y la provincia de Buenos Aires, Argentina. 2008
- Por su monumento a Julio Cortázar es invitado por el gobierno de Bélgica, auspiciado por la UNESCO y la Embajada argentina en Bélgica. 2005
- Realiza el monumento de bronce de 5 toneladas de peso, en Homenaje a Julio Cortázar y Justo Suárez auspiciado por la UNESCO, la Municipalidad de la ciudad de Buenos Aires y el Museo Nacional de Bellas Artes. El mismo es emplazado en el frente del edificio del Museo. 1994
- Premio otorgado por Amigos de APA, Asociación de Psiquiatras de Argentina. 1993
- Reconocimiento al plástico Edmund Valladares de la Fundación Banco Mercantil Argentino por la Muestra a San Juan de la Cruz. 1993
- El gobierno de Francia y el Mozarteum argentino becan a Edmund Valladares para la CITÉ D´ART en la ciudad e París. 1977
- Primer Premio a la mejor dirección por el film Nosotros, los monos en el Festival de Cine Nacional otorgado por la Asociación de Cronistas Cinematográficos de la Argentina. 1973
- Primer premio Mejor film por Nosotros, los monos otorgado por la misma institución. 1973
- Primer Premio Carabela de Oro a los Valores Humanos, XVII Semana Internacional de Cine de Valladolid, España. 1972
- Diploma de Honor por el filme Nosotros, los monos. 1972
- Agradecimiento de la Asociación de Cronistas Cinematográficos de la Argentina por la VALIOSA COLABORACIÓN de Edmund Valladares en la 3.ª Semana de Cine Internacional de Mar del Plata. 1972
- Premio de la Asociación Gardeliana en el Rotary Club a la Obra dedicada a la música popular: El Tango. 1972
- El cortometraje Discepolín es invitado a la 5.ª Bienal de París. 1965
- 1.er premio al mejor cortometraje en blanco y negro del Fondo Nacional de las Artes por Discepolín, un contrapunto entre pintura y realidad. 1964
- Premio INCAA al cortometraje Discepolín. 1963
- 1.er premio en el Festival de Cortometraje de Budapest, Hungría.
- 1.er premio en el Salón Shell de Pintura, Venezuela. 1952
- Primer Premio de cine joven en San Francisco, Estados Unidos por el film Nosotros, los monos.
- Primer Premio Color Nacional de Cinematografía de la Argentina por el cortometraje Homero Manzi.
- Primer Premio en Pintura de la Muestra Internacional de Cortometraje de Bilbao por el cortometraje Homero Manzi.

## Pinturas y series
Sus pinturas y series más conocidas son:
- Academia
- Las Cajas
- Cajas y Objetos
- Carnaval
- Cortazar y el Torito
- Cubista
- Curacao
- Desnudos
- Desnudas color
- Discepolín
- Estructuras
- Expresionismo
- Homenaje a los Maestros Latinoamericanos
- Kafka
- Mickey
- Los Monos
- Muñecos Robóticos
- Los Mutilados
- Nueva Figuración
- Paisajes Escenográficos
- Pájaros Americanos
- Pampa Seca
- Péndulos
- La Platea Progre
- Prensa
- Las Señoras
- Los Sillones
- Retratos
- Rincones
- San Juan de la Cruz
- Tango Variete
- Televisión
- Unidades
- Van Gogh
- Las Vitrinas

## Película documental
Sobre la vida de Valladares se filmó la película documental Testimonio de una vocación: Eduardo Valladares dirigida por Eduardo López.

## Filmografía
Director
- I love you... Torito (2001)
- El sol en botellitas (Inédita) (1985)
- Las siervas (Inédita) (1973)
- Nosotros, los monos (1970)
- Discepolín (cortometraje) (1966)

Productor
- I love you... Torito (2001)
- Nosotros los monos (1970)

Guionista
- El sol en botellitas (Inédita) (1985)
- Nosotros los monos (1970)

Autor
- I love you... Torito (2001)

Escenografía
- I love you... Torito (2001)
- El sol en botellitas (Inédita) (1985)

Montador
- I love you... Torito (2001)